# Frida (EP)
Frida ist das erste Extended Play der deutschen Dance-Pop-Band Frida Gold.

## Entstehung und Artwork
Die EP Frida beinhaltet vier neue Lieder. Geschrieben wurden die Titel von Axel Bosse, Julian Cassel, Alina Süggeler und Andreas Weizel. Produziert wurde die EP von Carsten Heller, Süggeler und Weizel. Bei diesem Album handelt es sich um eine Eigenproduktion, die nur durch die Band Frida vertrieben wurde. Auf dem Cover des Albums ist – neben Künstlernamen und Liedtitel – Süggeler zu sehen.

## Veröffentlichung und Promotion
Die Erstveröffentlichung von Frida erfolgte am 6. März 2009, nach einem Konzert im Suite023 in Dortmund. Die EP ist bis heute nur als physischer Tonträger erhältlich. Frida vertrieben das Album nur nach den Konzerten der Taxi Tour 2009, wo sie als Vorgruppe für Bosse spielten.

## Hintergrundinformation
Bei Frida handelt es sich um die erste Tonträgerveröffentlichung der späteren Band Frida Gold. Die Lieder Alaska und Wenn ich mit dir schlafe sind bis heute auf keiner weiteren Veröffentlichung der Band zu finden. Die Stücke Wovon sollen wir träumen und Zeig mir wie du tanzt wurden 2011 auf dem Debütalbum Juwel und zwischen 2010 und 2011 als Singles veröffentlicht. Wovon sollen wir träumen wurde sogar in Deutschland mit einer Goldenen Schallplatte ausgezeichnet.

## Titelliste
| # | Titel                    | Autor(en)                                                 | Produzent(en)                  | Länge |
| - | ------------------------ | --------------------------------------------------------- | ------------------------------ | ----- |
| 1 | Alaska                   |                                                           |                                | 3:46  |
| 2 | Wovon sollen wir träumen | Axel Bosse, Julian Cassel, Alina Süggeler, Andreas Weizel | Alina Süggeler, Andreas Weizel | 3:22  |
| 3 | Wenn ich mit dir schlafe | Axel Bosse                                                |                                | 3:39  |
| 4 | Zeig mir wie du tanzt    | Alina Süggeler, Andreas Weizel                            | Carsten Heller                 | 3:55  |

## Mitwirkende
- Axel Bosse: Autor
- Julian Cassel: Autor, Gitarre
- Carsten Heller: Musikproduzent
- Thomas Holtgreve: Schlagzeug
- Alina Süggeler: Autor, Gesang, Musikproduzent
- Andreas Weizel: Autor, Bass, Musikproduzent

## Taxi Tour 2009
Diese Liste ist eine Übersicht der Konzerte die Frida als Vorband bei Bosses Taxi Tour 2009 gespielt haben.
| Datum         | Stadt             | Veranstaltungsort   | Land        |
| ------------- | ----------------- | ------------------- | ----------- |
| 6. März 2009  | Dortmund          | Suite023            | Deutschland |
| 7. März 2009  | Bielefeld         | Forum               | Deutschland |
| 12. März 2009 | Berlin            | Kleiner Postbahnhof | Deutschland |
| 13. März 2009 | Hamburg           | Knust               | Deutschland |
| 14. März 2009 | Lingen (Ems)      | Alter Schlachthof   | Deutschland |
| 17. März 2009 | Frankfurt am Main | Nachtleben          | Deutschland |
| 18. März 2009 | München           | 59 to 1             | Deutschland |
| 19. März 2009 | Köln              | Luxor               | Deutschland |
| 21. März 2009 | Stuttgart         | Jugendhaus West     | Deutschland |